# مارغريت لين
مارغريت لين (بالإنجليزية: Margaret Lane)‏ (1907 - 1994)؛ كاتبة للأطفال، صحفية، كاتِبة وروائية بريطانية.